# 閻宇
閻 宇（えん う、生没年不詳）は、中国三国時代の蜀漢の武将。字は文平。荊州南郡の人。

## 生涯
庲降都督として馬忠・張表の後任として蜀南部の統治を行ない、長年に亘って業績をあげ、職務に熱心であったとされるが、馬忠の風格・功績には及ばなかったとある。その後、右大将軍に遷った。延熙20年（257年）頃、呉の朱績が魏を牽制するよう蜀に求めてきた。このため、閻宇が右大将軍の地位のまま巴東に都督として派遣され、5千の兵で白帝城を守備し、太守の羅憲を副将とした。
その一方で閻宇は黄皓と結託し、北伐中の姜維と自分を交代させようと画策した。黄皓以外にも諸葛瞻・董厥らは、勝機無き北伐の連続で国内を疲弊させたということを理由に、姜維を召還して益州刺史とし、その軍事権を奪うよう劉禅に上奏すべきと考えていた。蜀の長老の話に拠れば、諸葛瞻は実際に姜維と閻宇を交代させるよう上奏したとされる。
景耀6年（263年）、魏が侵攻してくると閻宇は召還を受け、羅憲に2千の軍勢を委ねた上で西へ引き返した。その後の消息は不明である。

## 物語中の閻宇
小説『三国志演義』では、碌な功績もないのに黄皓に諂って、右将軍の位を得ている。姜維に取って代わろうと考え、姜維を召還させるよう黄皓を唆すが、魏の鄧艾が強敵であると聞くと、沙汰止みとなっている。

## 注
1. ↑  『呉書』朱治朱然呂範朱桓伝には閻宇は右将軍とあり、大の文字は衍字の可能性がある。また『漢晋春秋』には閻宇が同時期に領軍となったと記されており、軍事上の最高責任者である大将軍であった可能性は低い。
2. ↑  なお史官だった常璩は、『三国志』の著者陳寿が諸葛瞻から恥辱を受けた恨み故に、諸葛瞻を悪く書いたとの蜀の長老の話を紹介しているが（『三国志』蜀書諸葛亮伝注）、これが事実かどうかは不明である。